# Aerobus
Aerobus jest samohodno vozilo na električni pogon nalik autobusu koje se vozi na visećim nadzemnim kabelima. Raspored kabela, sličan visećem mostu, omogućuje velike raspone, čak do 600 metara između pilona. Sustav Aerobusa izumio je kasnih 1960-ih Gerhard Mueller iz tvrtke za dizalice "GMD Mueller" u Švicarskoj. Patenti za Aerobus u vlasništvu su "Aerobus International Ltd" iz Houstona, Texas, Sjedinjene Američke Države.

## Vanjske poveznice
- Official Aerobus web page
- Very nice photos of the Mannheim installation  Arhivirana inačica izvorne stranice od 21. travnja 2023. (Wayback Machine)
- Aerobus by Parks corporate video
- Aerobus container transportation demo video
- Promotional video for design of tourist-oriented Weihai Aerobus line & sightseeing tower